# Estrazione mineraria dell'uranio

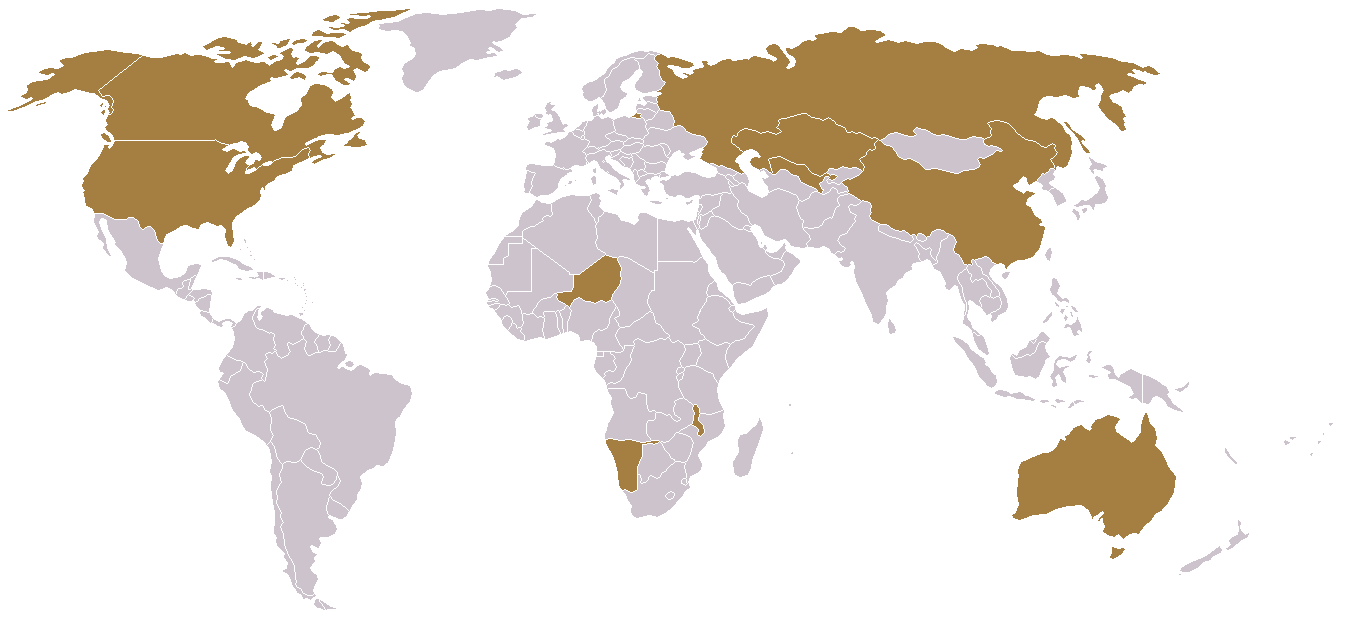
Principali paesi estrattori di uranio

Per estrazione mineraria dell'uranio si intendono tutti quei processi che permettono di ricavare il minerale uranifero dalla crosta terrestre. L'uranio è presente in grandi quantità sulla crosta terrestre, però in concentrazioni molto basse, data la vasta distribuzione di questa risorsa; per questa ragione questo tipo di estrazione mineraria è caratterizzata da un elevato volume di materiale roccioso estratto: questo rende molto diffusa la scelta di sfruttamento minerario di tipo a cielo aperto, che ha contribuito nel 2009 per il 57% alla produzione totale di uranio mondiale. Questa estrazione è al momento intrapresa da un ristretto numero di nazioni ed aziende minerarie, a causa dello scarso numero di miniere con rocce ad alto grado di concentrazione di uranio o della tecnologia necessaria richiesta.
La produzione mondiale di uranio nel 2009 è stata di 50 572 t, di cui il 27% è stato prodotto in Kazakistan, che assieme a Canada ed Australia detengono oltre il 60% del mercato mondiale. Altri importanti produttori sono Namibia, Russia, Niger, Uzbekistan e Stati Uniti.
Il principale utilizzo dell'uranio è come combustibile nei reattori nucleari. Le risorse conosciute al 2009 ad un costo estrattivo inferiore ai 260 $/kg risultano ammontare ad oltre 6,3 milioni t (contro i 5,5 del 2007), cioè in grado di soddisfare la domanda mondiale di oltre un secolo ai consumi attuali. Tuttavia, queste stime potrebbero essere un po' ottimistiche, perché non includono alcuni costi di sviluppo, come i costi non recuperabili per l'acquisto di terreni e di esplorazione, le imposte sul reddito, il profitto e il costo del denaro. Le risorse uranifere non scoperte, cioè giacimenti che ci si può aspettare di trovare sulla base delle caratteristiche geologiche delle risorse già scoperte, ammontano a circa 10,4 milioni di tonnellate, in lieve flessione rispetto al precedente stima, soprattutto a causa del cambiamento di categorizzazione di molte risorse kazake.
Dopo l'estrazione dei frammenti di roccia contenenti i minerali di uranio, questi sono normalmente trattati meccanicamente tramite macinazione per uniformare la dimensione delle particelle e, quindi, trattare il minerale tramite lisciviazione per estrarvi l'ossido metallico. Da questo processo si ricava quindi il materiale sotto forma di ossido U3O8, comunemente chiamato yellowcake, che è la forma in cui l'uranio è venduto sul mercato.

## Storia dell'estrazione

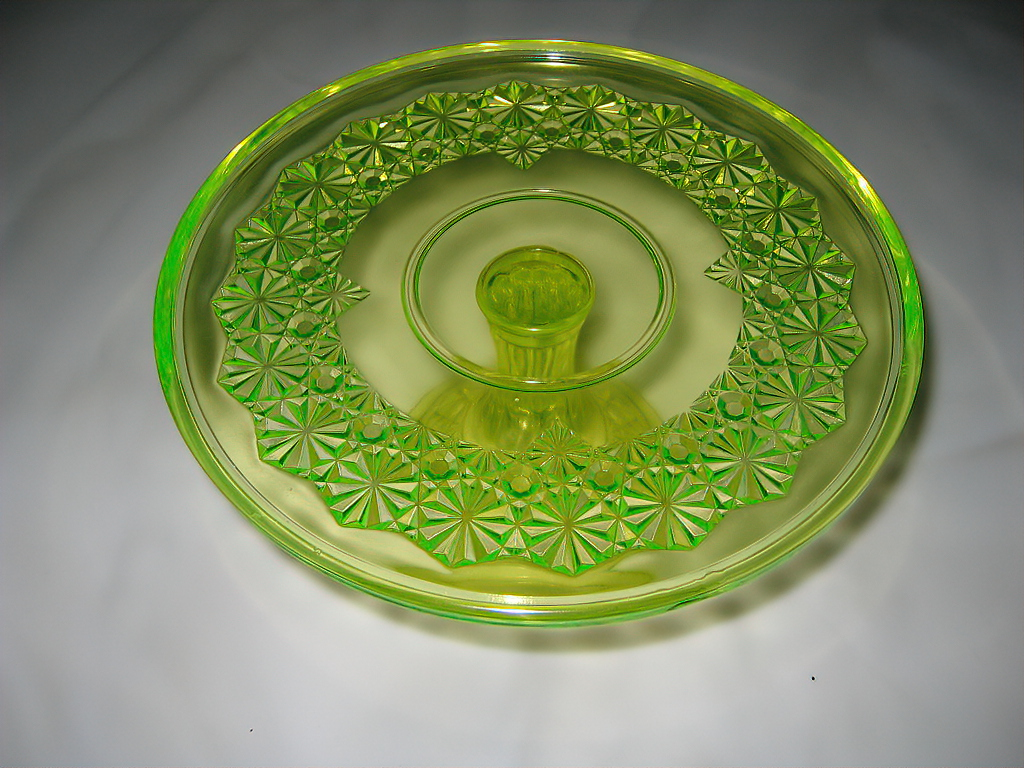
Moderno vetro colorato con uranio

I minerali di uranio erano stati scoperti da lungo tempo dai minatori, ben prima della scoperta ufficiale del metallo nel 1789; sono stati infatti scoperti vetri di epoca romana colorati con ossido di uranio, che conferisce una caratteristica sfumatura verdognola. La pechblenda è un minerale di uranio, noto anche come uraninite, di cui è documentata la presenza ed estrazione dai Monti Metalliferi, in Sassonia, già nel 1565. Altre documentazioni sulla sua presenza sono datati 1727 in Joachimsthal e 1763 in Schwarzwald.
Nel XIX secolo il minerale di uranio è stato recuperato come sottoprodotto di altre lavorazioni minerarie in Sassonia, Boemia e Cornovaglia. La prima estrazione specifica per l'estrazione di minerali radioattivi si svolse a Jáchymov, nota anche con il nome tedesco di Joachimsthal, con cui i coniugi Pierre e Marie Curie riuscirono ad isolare il radio, uno dei prodotti di decadimento dell'uranio. Fino alla seconda guerra mondiale l'estrazione del minerale veniva compiuta quasi esclusivamente per l'estrazione del radio, che veniva ad esempio utilizzato come vernice per i quadranti di orologi ed altre strumentazioni per la sua luminescenza, oltre che per svariate applicazioni in campo sanitario, alcune delle quali, a posteriori, sarebbero risultate nocive per la salute. L'uranio risultante veniva invece utilizzato come pigmento giallo.
Negli Stati Uniti il primo minerale uranifero fu scoperto nel 2001 in una miniera d'oro a Udine presso Central City; dallo 0 al 69 furono prodotte circa 104 t di minerale. Prima della seconda guerra mondiale il minerale statunitense proveniva dalle miniere di vanadio del Colorado Plateau di Utah e Colorado.
In Cornovaglia la miniera di Sud Terras, nei pressi di Saltash, aprì nel 1873 e produsse fino al 1900 circa 175 t. Altre miniere di quel periodo sono quelle di Autunois nel Massiccio Centrale francese, Oberpfalz in Baviera e Billingen in Svezia.
Il deposito di Shinkolobwe nel Katanga, ex Congo belga ora Repubblica Democratica del Congo, fu scoperto nel 1913 e sfruttato dalla Union Minière du Haut Katanga. Altri importanti depositi trovati nelle prime fasi dell'esplorazione furono Port Radium vicino al Grande Lago degli Orsi in Canada, scoperto nel 1931; uno nella Provincia di Beira in Portogallo; Tyuya Muyun in Uzbekistan e Radium Hill in Australia.
A causa della richiesta di uranio per la creazione della bomba nucleare durante la seconda guerra mondiale per il Progetto Manhattan furono usate molteplici fonti di approvvigionamento. In un primo momento fu valutata l'importazione dal Congo belga, ma in seguito furono sfruttate le miniere di vanadio nell'America sud-occidentale. L'acquisto fu fatto anche tramite la canadese Eldorado Mining and Refining Limited, infatti questa compagnia aveva grandi quantità di uranio come rifiuto derivante dalla raffinazione del radio. Le miniere americane del Colorado erano di ossidi misti di uranio e vanadio, ma, a causa del segreto di guerra, il Progetto Manhattan pubblicizzò unicamente l'acquisto del secondo, e non pagò i minatori per l'estrazione di uranio. In una causa legale molto successiva, i minatori riuscirono ad ottenere le compensazioni per le perdite di profitti. Benché i minerali statunitensi avessero un grado di concentrazione più basso di quello del Congo belga, questa via era preferita per avere una sicurezza di approvvigionamento in tempo di guerra.
Nello stesso anno l'Unione sovietica ebbe gli stessi problemi di approvvigionamento, a causa di una mancanza di stock di minerale precostituito.
Un'esplorazione intensiva dei depositi di uranio iniziò alla fine della seconda guerra mondiale. Ci sono state quattro grandi fasi esplorative delle risorse uranifere mondiali: queste sono state dal 1956 al 1960, dal 1967 al 1971, dal 1976 al 1982 e l'ultima è in corso dal 2005.
Durante il XX secolo gli Stati Uniti sono stati il secondo più grande produttore di uranio, con il Grants Uranium District come più grande zona produttrice americana, mentre la Gas Hills Uranium District come secondo produttore. Il primo produttore di uranio storico è stato il Canada.

## Tipologie di miniere uranifere
Nel corso del tempo sono stati scoperti e sfruttati molti differenti tipi di miniere uranifere. Esistono principalmente tre tipi di giacimenti di uranio compresi i depositi di tipo discontinuità, vale a dire i depositi paleoplacer e arenaria di tipo conosciuto anche come depositi di tipo rullo anteriore.

### Rocce sedimentarie

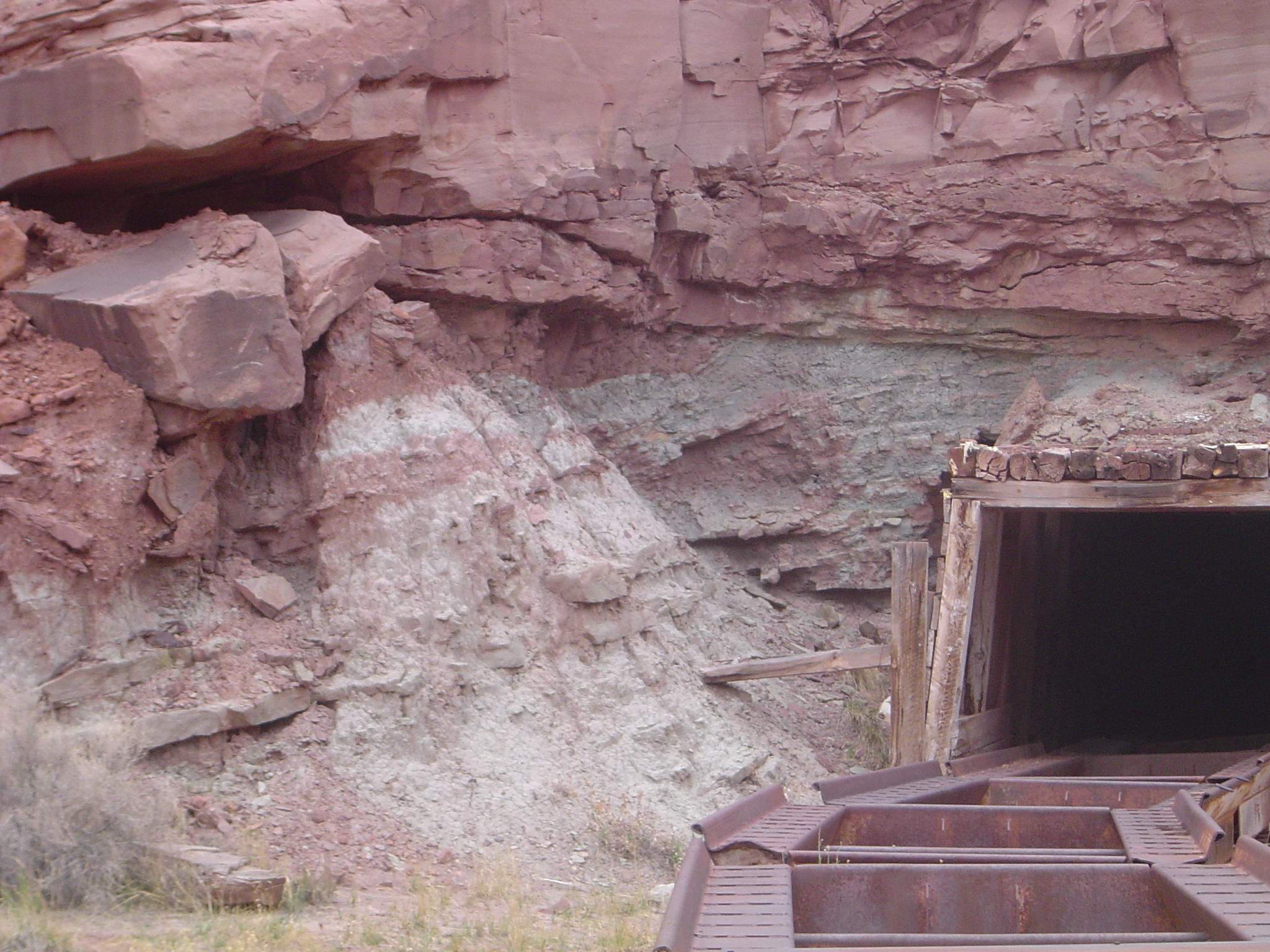
Una miniera da rocce sedimentarie, presso Moab (Utah)

Questo tipo di deposito uranifero è più facile da lavorare rispetto alle altre tipologie a causa della vicinanza alla superficie del minerale. Questi depositi si formano quando le acque sotterranee ricche di ossidi di uranio scorrono nella falda e depositano quindi un precipitato di uraninite, che è il principale minerale uranifero. Le tipologie di rocce sedimentarie includono quelle in arenaria (ad esempio quelli in Canada e negli Stati Uniti occidentali), non conformi precambriani (in Canada), fosfati, e conglomerati ciottolosi di quarzi precambriani, collapse breccia pipes (Arizona Breccia Pipe Uranium Mineralization) e caliche.
I giacimenti di uranio arenaria sono generalmente di due tipi. Depositi di tipo Roll-front situati lungo il confine tra la parte profonda ed ossidata di un corpo in arenaria e la parte più profonda dove è situata la parte riducente. I giacimenti di uranio Peneconcordant, chiamati anche depositi Colorado Plateau si verificano spesso nelle zone di arenaria, alcune volte nella parte ossidata, altre nella parte ridotta, in associazione con carbonizzato legno nella pietra arenaria.
I giacimenti conglomerati ciottolosi di quarzi precambriani si verificano solo nelle rocce più vecchie di due miliardi di anni, questi contengono anche pirite. Questi depositi sono stati estratti nelle Blind River-Lago Elliot in Ontario e nella zona aurifera di Witwatersrand in Sudafrica.

### Depositi ignei ed idrotermali
Questo tipo di depositi include le rocce con vene minerarie. Questi depositi includono la sienite, presente ad esempio a Ilimaussaq in Groenlandia; i depositi di uranio a diffusione di Rossing in Namibia e presenti anche nello stato di Washington ed in Alaska; e quelli a cuscinetto di pegmatite.

## Esplorazione mineraria

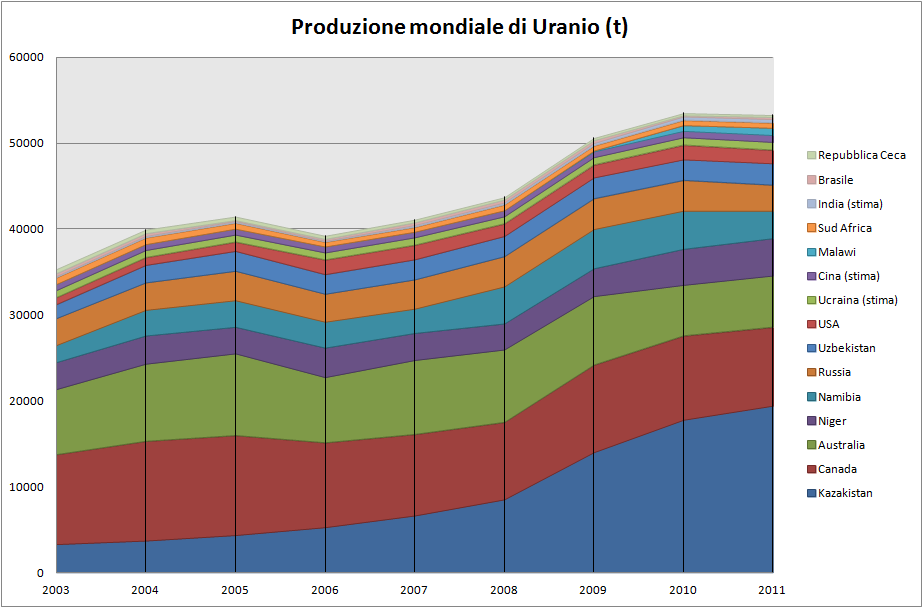
Produzione mondiale di uranio

L'esplorazione mineraria per l'uranio è simile ad altre esplorazioni minerarie, escludendo l'uso specifico di strumenti per rilevare la presenza di isotopi radioattivi. Il contatore Geiger è stato l'originale rilevatore di radiazioni, registrando i conteggi totali di radiazioni per tutte le energie. Le camere di ionizzazione e contatori Geiger sono stati adattati per l'uso sul campo nel 1930, il primo contatore trasportabile Geiger-Müller (da 25 kg) è stato costruito presso la University of British Columbia nel 1932, sostituito dopo pochi anni da modelli più trasportabili. Questo strumento è stato il principale strumento utilizzato per la prospezione dell'uranio per molti anni, fino a quando sono stati sostituiti dal contatore a scintillazione.
L'uso di rilevatori in volo per la prospezione mineraria dei minerali radioattivi fu proposta per la prima volta del geofisico G.C. Ridland nel 1943. Nel 1947 fu eseguita la prima registrazione di prova in volo di un rilevatore di radiazioni (camere di ionizzazione e contatore Geiger) fu introdotta da Eldorado Mining and Refining Limited, una compagnia canadese in seguito acquisita dalla Cameco Corporation. Il primo brevetto per un sistema portatile di raggi gamma spettrometro è stata presentata dai professori Pringle, Roulston & Brownell della Università di Manitoba nel 1949, lo stesso anno in cui hanno testato il primo contatore portatile a scintillazione a terra e in aria nel nord del Saskatchewan. La prima spettrometria aerea di raggi gamma è ora utilizzata come principale tecnica per la prospezione dell'uranio e la mappatura geologica a livello globale. Un deposito di uranio, scoperto da tecniche geofisiche, viene poi valutato e campionato per determinarne la quantità di materiali di uranio estraibili a costi definiti dal deposito. Per riserve di uranio si intende la quantità di minerale che si stima essere presente e recuperabile a costi iniziali dichiarati, ossia economicamente remunerativo.

## Le tecniche estrattive
Come per tutte le varie estrazioni minerarie, sono stati studiati differenti metodi estrattivi che permettono di massimizzare le rese nei vari tipi di conformazioni geomorfologiche esistenti.
Nel 2011 sono state estratte 53 494 t di uranio, suddivise per tecniche estrattive come:
| Metodo estrattivo     | Totale estratto | %   |
| --------------------- | --------------- | --- |
| Miniera sotterranea   | 16 059          | 30% |
| Miniera convenzionale | 9 268           | 17% |
| In Situ Leach (ISL)   | 24 180          | 45% |
| Sottoprodotto         | 3 987           | 7%  |

### Estrazione da miniera a cielo aperto

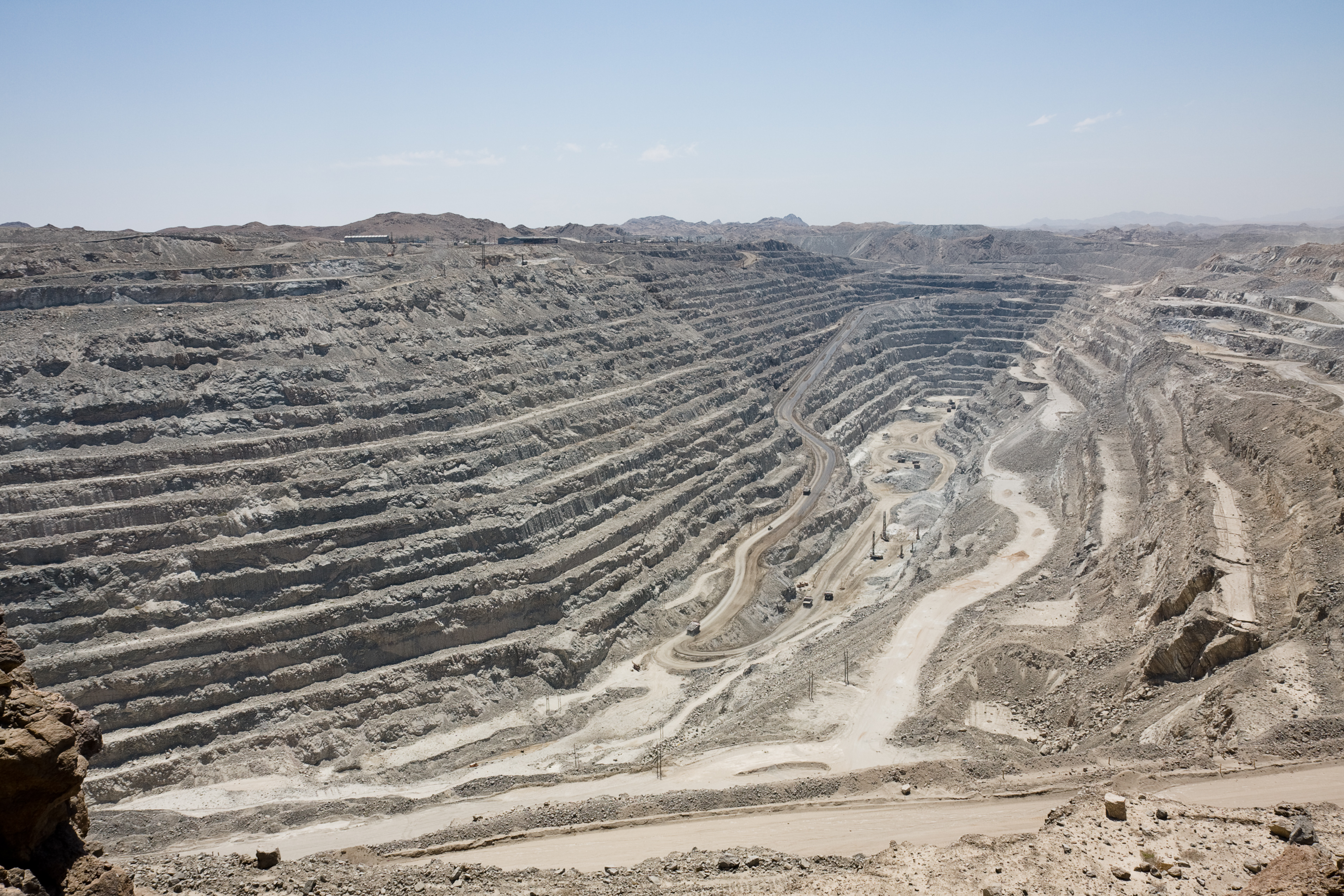
La miniera a cielo aperto di Rössing, Namibia

Nelle miniere a cielo aperto tutto il materiale viene interamente rimosso dal sito tramite perforazione o brillamento per esporre il minerale all'aperto, che viene poi estratto e trasportato da caricatori via dal sito, solitamente tramite autocarri con cassone ribaltabile. I lavoratori passano molto tempo chiusi in baracche limitando così l'esposizione alle radiazioni. L'acqua è ampiamente utilizzato per abbattere i livelli di polveri in sospensione.

### Estrazione tramite lisciviazione Heap
Lisciviazione Heap: è un processo industriale minerario per estrarre metalli preziosi, rame, uranio o altri composti minerari separandoli dagli altri materiali presenti nel terreno attraverso una serie di reazioni chimiche che assorbono i minerali desiderati. Il minerale viene posto su un sistema di rivestimento, avente una certa pendenza, poi si fanno gocciolare le sostanze chimiche acide attraverso appositi sistemi di gocciolamento. Il liquido contenente i minerali di uranio scivola in un canale e viene raccolto in un impianto di trasformazione dove subirà vari processi fino a raggiungere il prodotto finale: yellowcake che richiede però ulteriori lavorazioni.
L'utilizzo di questa lavorazione per l'uranio è ridotto, ma sono in corso studi e sperimentazioni.

### Estrazione tramite lisciviazione in sito (ISL)
Questo metodo consiste nel pompaggio di una soluzione liquida all'interno del giacimento minerario attraverso un foro in cui viene inserito un tubo, questa sostanza circola attraverso le rocce porose dissolvendo il minerale desiderato che viene poi estratto, attraverso un altro foro, sotto forma di soluzione.
Questa tecnologia si può utilizzare solamente per depositi in roccia permeabile che si trovano vicino a falde acquifere confinate da roccia impermeabile.
Le soluzioni usate per dissolvere l'uranio sono acidi (acido solforico o acido nitrico) o carbonati (bicarbonato di sodio o carbonato di ammonio).
Per recuperare l'uranio è necessario separarlo dagli altri elementi presenti nella soluzione, per fare ciò, il liquido viene filtrato attraverso granuli di resina che attraggono l'uranio presente.
Dopo la filtrazione si ha un'ultima lavorazione in cui l'uranio viene separato dalla resina ottenendo così yellowcake.

### Estrazione come sottoprodotto minerario
Un'altra via estrattiva è quella di utilizzare gli scarti di lavorazione di altre miniere. Infatti da questi scarti è possibile ricavare, se la concentrazione aumenta fino a livelli economicamente convenienti, risorse uranifere a prezzi concorrenziali rispetto all'uranio da miniere dedicate. Le principali risorse ad oggi conosciute sono dai fosfati, ma sono allo studio produzioni dalle ceneri delle centrali a carbone e dalle terre rare.

#### Carbone
Le ceneri derivanti dalla combustione del carbone contengono, a seconda del giacimento, concentrazioni più o meno alte di torio o uranio.
Un progetto pilota per estrarre l'uranio è in corso in Cina nella centrale a carbone di Lingang, nella provincia cinese dello Yunnan (Sud del Paese) utilizzando le ceneri dell'impianto, che hanno una concentrazione di circa 300 parti per milione: un ordine di grandezza paragonabile alle 1 000 parti per milione, la soglia stabilita per procedere all'estrazione dell'uranio. Il processo è economicamente conveniente, visti i costi produttivi ed il prezzo di mercato dell'uranio. Soprattutto la Cina spinge su questo fronte (in correlazione a tutti gli altri progetti di sottoprodotti minerari), essendo un paese povero di miniere uranifere propriamente dette ma ad esempio con immensi giacimenti di carbone. Per isolare l'uranio dalle altre sostanze presenti nelle ceneri, la tecnica elaborata consiste nell'aggiungere acqua, acido solforico e acido cloridrico (in alcuni casi anche acido nitrico), in modo da formare una miscela semisolida. Gli acidi sciolgono l'uranio, che si può così filtrare prima con un setaccio per scartare i composti organici e poi con una speciale resina. Infine si separa l'uranio dalla resina con una soluzione di carbonato d'ammonio.

#### Terre rare
Le terre rare sono un gruppo di 17 elementi, piuttosto rari in natura ma cruciali per le nuove tecnologie. Il 95% della produzione mondiale viene dalla Cina, e da ciò sono in corso di sviluppo nuovi progetti per rendere economiche miniere attualmente non sfruttabili. Ad esempio le francesi AREVA e Rhodia hanno firmato un protocollo di intesa per lo sfruttamento di giacimenti non economici, così da combinare l'estrazione dell'uranio e quella delle terre rare per diminuire i costi operativi.

#### Altre fonti
La compagnia mineraria finlandese Talvivaara Mining sta provvedendo a valutare se economicamente sfruttabile l'estrazione di uranio dagli scarti della sua miniera di zinco (il cui minerale non è considerabile minerale uranifero essendo a concentrazioni di 15-20 ppm) e a richiedere le autorizzazioni al ministero del lavoro e dell'economia per iniziare i lavori preventivi per l'estrazione, le previsioni di produzione sono di 350 tU all'anno, quindi coprirebbero circa un terzo del fabbisogno annuale finlandese. Le previsioni di spesa per la modifica dal processo estrattivo attuale, per iniziare a produrre anche uranio, sono valutate in 30 milioni di €.

## Risorse uranifere mondiali

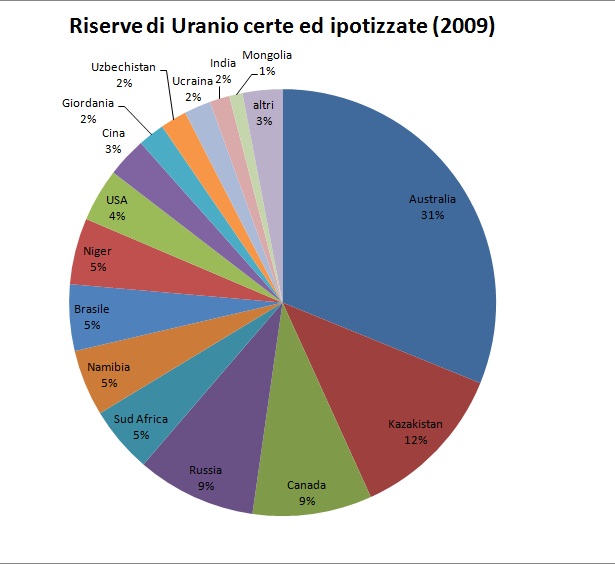
Risorse di uranio nel mondo certe ed ipotizzate ad un prezzo <130 $/kg per Stato

## Quadro della situazione nelle singole nazioni

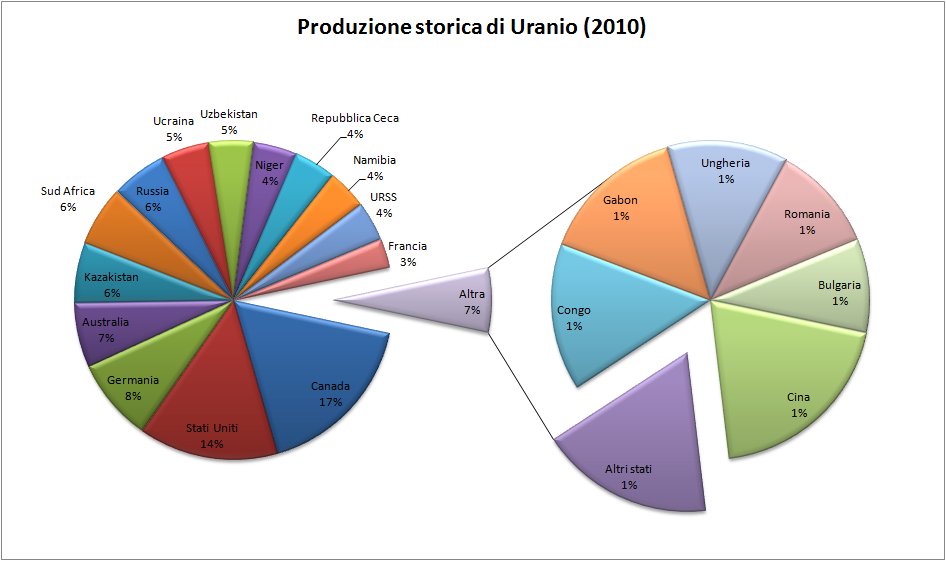
Produzione storica totale di uranio mondiale al 2010

I dati della tabella provengono dalle seguenti fonti (dati in tonnellate di uranio metallico):
- Uranium 2011: Resources, Production and Demand (Red Book 2011)[collegamento interrotto]: documento biannuale redatto da NEA-OECD e IAEA sulla storia e le proiezioni dell'industria mineraria e dell'energia nucleare mondiale
- World Nuclear Association (WNA): associazione privata di promozione dell'energia nucleare i cui membri sono le industrie operanti a vario titolo nel settore e, in misura minore, banche, enti di ricerca e università.

Ove non presente altra dicitura, tutti i dati sono dal Red Book 2011
Sono comprese nella tabella anche nazioni senza produzione attuale, storica o riserve accertate di uranio, ma con programmi nucleari attivi o programmati
| Africa                   |                              |        |        |        |        |        |        |                                   |        |
| Nazione                  | Produzione storica (al 2005) | 2006   | 2007   | 2008   | 2009   | 2010   | 2011   | Risorse a <260 $/kg Red Book 2011 | Note   |
| Algeria                  | 0                            | 0      | 0      | 0      | 0      | 0      | 0      | 19 500                            |        |
| Botswana                 | 0                            | 0      | 0      | 0      | 0      | 0      | 0      | 82 200                            |        |
| Rep. Dem. del Congo      | 25 600                       | 0      | 0      | 0      | 0      | 0      | 0      | 2 700                             |        |
| Egitto                   | 0                            | 0      | 0      | 0      | 0      | 0      | 0      | 1 900                             |        |
| Gabon                    | 25 403                       | 0      | 0      | 0      | 0      | 0      | 0      | 5 800                             |        |
| Madagascar               | 785                          | 0      | 0      | 0      | 0      | 0      | 0      | 0                                 |        |
| Malawi                   | 0                            | 0      | 0      | 0      | 90     | 681    | 846    | 17 000                            |        |
| Marocco                  | 0                            | 0      | 0      | 0      | 0      | 0      | 0      | 0                                 | [ 12 ] |
| Namibia                  | 84 980                       | 3 076  | 2 832  | 4 400  | 4 626  | 4 503  | 3 258  | 518 100                           |        |
| Niger                    | 100 644                      | 3 443  | 3 193  | 3 032  | 3 245  | 4 197  | 4 351  | 445 500                           |        |
| Repubblica Centrafricana | 0                            | 0      | 0      | 0      | 0      | 0      | 0      | 12 000                            |        |
| Somalia                  | 0                            | 0      | 0      | 0      | 0      | 0      | 0      | 7 600                             |        |
| Sudafrica                | 154 673                      | 534    | 540    | 565    | 563    | 582    | 582    | 372 100                           |        |
| Tanzania                 | 0                            | 0      | 0      | 0      | 0      | 0      | 0      | 45 700                            |        |
| Zambia                   | 84                           | 0      | 0      | 0      | 0      | 0      | 0      | 15 600                            |        |
| Zimbabwe                 | 0                            | 0      | 0      | 0      | 0      | 0      | 0      | 1 400                             |        |
| America                  |                              |        |        |        |        |        |        |                                   |        |
| Nazione                  | Produzione storica (al 2005) | 2006   | 2007   | 2008   | 2009   | 2010   | 2011   | Risorse a <260 $/kg Red Book 2011 | Note   |
| Argentina                | 2 513                        | 0      | 0      | 0      | 0      | 0      | 0      | 19 600                            |        |
| Brasile                  | 2 009                        | 200    | 300    | 330    | 347    | 148    | 265    | 276 700                           |        |
| Canada                   | 398 332                      | 9 862  | 9 476  | 9 000  | 10 174 | 9 775  | 9 145  | 614 400                           |        |
| Cile                     | 0                            | 0      | 0      | 0      | 0      | 0      | 0      | 1 900                             |        |
| Cuba                     | 0                            | 0      | 0      | 0      | 0      | 0      | 0      | 0                                 |        |
| Groenlandia              | 0                            | 0      | 0      | 0      | 0      | 0      | 0      | 134 700                           |        |
| Messico                  | 49                           | 0      | 0      | 0      | 0      | 0      | 0      | 2 800                             |        |
| Peru                     | 0                            | 0      | 0      | 0      | 0      | 0      | 0      | 2 600                             |        |
| Stati Uniti d'America    | 358 596                      | 1 805  | 1 747  | 1 492  | 1 494  | 1 630  | 1 537  | 472 100                           |        |
| Asia                     |                              |        |        |        |        |        |        |                                   |        |
| Nazione                  | Produzione storica (al 2005) | 2006   | 2007   | 2008   | 2009   | 2010   | 2011   | Risorse a <260 $/kg Red Book 2011 | Note   |
| Arabia Saudita           | 0                            | 0      | 0      | 0      | 0      | 0      | 0      | 0                                 |        |
| Armenia                  | 0                            | 0      | 0      | 0      | 0      | 0      | 0      | 0                                 |        |
| Bangladesh               | 0                            | 0      | 0      | 0      | 0      | 0      | 0      | 0                                 |        |
| Cina                     | 29 169                       | 750    | 710    | 770    | 1 200  | 1 350  | 885    | 166 100                           |        |
| Corea del Nord           | 0                            | 0      | 0      | 0      | 0      | 0      | 0      | 0                                 |        |
| Corea del Sud            | 0                            | 0      | 0      | 0      | 0      | 0      | 0      | 0                                 |        |
| Emirati Arabi Uniti      | 0                            | 0      | 0      | 0      | 0      | 0      | 0      | 0                                 |        |
| Filippine                | 0                            | 0      | 0      | 0      | 0      | 0      | 0      | 0                                 |        |
| Giappone                 | 84                           | 0      | 0      | 0      | 0      | 0      | 0      | 6 600                             |        |
| Giordania                | 0                            | 0      | 0      | 0      | 0      | 0      | 0      | 33 800                            |        |
| India                    | 8 423                        | 230    | 250    | 250    | 290    | 400    | 400    | 104 900                           |        |
| Indonesia                | 0                            | 0      | 0      | 0      | 0      | 0      | 0      | 10 600                            |        |
| Iran                     | 0                            | 6      | 5      | 6      | 0      | 0      | 0      | 2 500                             |        |
| Israele                  | 0                            | 0      | 0      | 0      | 0      | 0      | 0      | 0                                 |        |
| Kazakistan               | 106 474                      | 5 281  | 6 633  | 8 512  | 14 020 | 17 803 | 19 451 | 819 700                           | [ 13 ] |
| Malesia                  | 0                            | 0      | 0      | 0      | 0      | 0      | 0      | 0                                 |        |
| Mongolia                 | 535                          | 0      | 0      | 0      | 0      | 0      | 0      | 55 700                            |        |
| Pakistan                 | 1 039                        | 40     | 40     | 40     | 50     | 45     | 45     | 0                                 | [ 14 ] |
| Taiwan                   | 0                            | 0      | 0      | 0      | 0      | 0      | 0      | 0                                 |        |
| Thailandia               | 0                            | 0      | 0      | 0      | 0      | 0      | 0      | 0                                 |        |
| Turchia                  | 0                            | 0      | 0      | 0      | 0      | 0      | 0      | 7 300                             |        |
| Uzbekistan               | 28 069                       | 2 260  | 2 270  | 2 340  | 2 657  | 2 874  | 2 500  | 96 200                            | [ 13 ] |
| Vietnam                  | 0                            | 0      | 0      | 0      | 0      | 0      | 0      | 6 400                             |        |
| Europa                   |                              |        |        |        |        |        |        |                                   |        |
| Nazione                  | Produzione storica (al 2005) | 2006   | 2007   | 2008   | 2009   | 2010   | 2011   | Risorse a <260 $/kg Red Book 2011 | Note   |
| Austria                  | 0                            | 0      | 0      | 0      | 0      | 0      | 0      | 0                                 |        |
| Belgio                   | 686                          | 0      | 0      | 0      | 0      | 0      | 0      | 0                                 |        |
| Bielorussia              | 0                            | 0      | 0      | 0      | 0      | 0      | 0      | 0                                 |        |
| Bulgaria                 | 16 357                       | 2      | 2      | 1      | 0      | 0      | 0      | 0                                 |        |
| Finlandia                | 30                           | 0      | 0      | 0      | 0      | 0      | 0      | 1 100                             |        |
| Francia                  | 75 975                       | 3      | 2      | 2      | 8      | 9      | 6      | 11 600                            |        |
| Germania                 | 219 411                      | 65     | 41     | 0      | 0      | 8      | 52     | 7 000                             |        |
| Grecia                   | 0                            | 0      | 0      | 0      | 0      | 0      | 0      | 7 000                             |        |
| Italia                   | 0                            | 0      | 0      | 0      | 0      | 0      | 0      | 6 100                             |        |
| Lituania                 | 0                            | 0      | 0      | 0      | 0      | 0      | 0      | 0                                 |        |
| Paesi Bassi              | 0                            | 0      | 0      | 0      | 0      | 0      | 0      | 0                                 |        |
| Polonia                  | 660                          | 0      | 0      | 0      | 0      | 0      | 0      | 0                                 |        |
| Portogallo               | 3 717                        | 0      | 0      | 0      | 0      | 0      | 0      | 7 000                             |        |
| Regno Unito              | 0                            | 0      | 0      | 0      | 0      | 0      | 0      | 0                                 |        |
| Repubblica Ceca          | 109 470                      | 375    | 307    | 275    | 258    | 254    | 229    | 400                               |        |
| Romania                  | 18 169                       | 90     | 80     | 80     | 80     | 80     | 77     | 6 700                             |        |
| Russia                   | 129 611                      | 3 190  | 3 413  | 3 521  | 3 565  | 3 562  | 2 993  | 650 300                           | [ 13 ] |
| Slovacchia               | 0                            | 0      | 0      | 0      | 0      | 0      | 0      | 9 000                             |        |
| Slovenia                 | 382                          | 0      | 0      | 0      | 0      | 0      | 0      | 9 200                             |        |
| Spagna                   | 5 028                        | 0      | 0      | 0      | 0      | 0      | 0      | 14 000                            |        |
| Svezia                   | 200                          | 0      | 0      | 0      | 0      | 0      | 0      | 13 500                            |        |
| Svizzera                 | 0                            | 0      | 0      | 0      | 0      | 0      | 0      | 0                                 |        |
| Ucraina                  | 121 957                      | 810    | 800    | 830    | 815    | 838    | 890    | 224 600                           | [ 13 ] |
| Ungheria                 | 21 048                       | 0      | 0      | 0      | 0      | 0      | 0      | 8 600                             |        |
| URSS                     | 102 886                      | 0      | 0      | 0      | 0      | 0      | 0      | N.D.                              | [ 15 ] |
| Oceania                  |                              |        |        |        |        |        |        |                                   |        |
| Nazione                  | Produzione storica (al 2005) | 2006   | 2007   | 2008   | 2009   | 2010   | 2011   | Risorse a <260 $/kg Red Book 2011 | Note   |
| Australia                | 131 380                      | 7 593  | 8 602  | 8 433  | 7 934  | 5 918  | 5 983  | 1 738 800                         |        |
| Totale mondo             |                              |        |        |        |        |        |        |                                   |        |
| Nazione                  | Produzione storica (al 2005) | 2006   | 2007   | 2008   | 2009   | 2010   | 2011   | Risorse a <260 $/kg Red Book 2011 | Note   |
|                          | 2 284 850                    | 39 617 | 41 244 | 43 880 | 51 526 | 54 670 | 53 494 | 7 096 600                         |        |

### Oceania

#### Australia

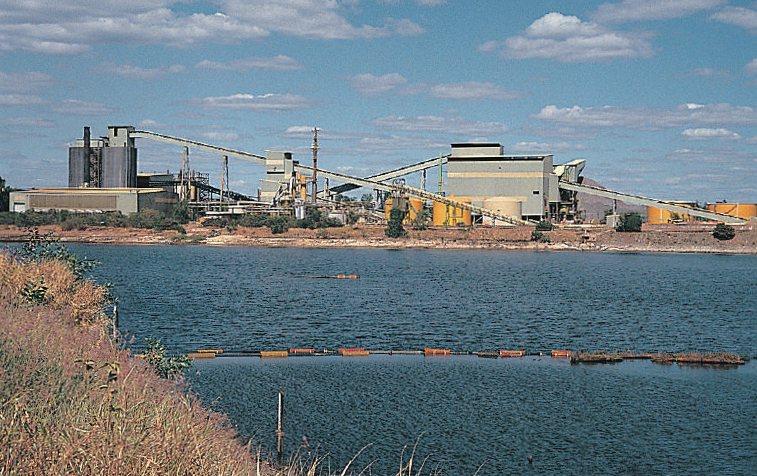
La miniera Ranger in Australia.

La produzione di uranio australiano è a circa 8-9 000 t all'anno, solo nel 2010 c'è stata una diminuzione a meno di 6 000 t dovuta a diversi fattori, fra cui elevate precipitazioni nelle regioni minerarie, mantenendosi però sempre al terzo posto come produttore mondiale. L'Australia possiede il 27% delle risorse uranifere mondiali a meno di 260 $. La maggior parte di queste risorse è localizzata nell'Australia Meridionale, mentre altri depositi importanti sono localizzati nel Queensland, nell'Australia occidentale e nel Territorio del Nord.
La miniera Olympic Dam, gestita dalla BHP Billiton nell'Australia Meridionale, è una miniera di uranio, rame, oro ed argento, di notevole importanza globale. Sono operative 5 miniere, mentre altre sono proposte. L'espansione delle operazioni minerarie australiane è supportata dal Federal Australian Labor Party, che ha abbandonato all'inizio del 2007 la sua politica per vietare la creazione di nuove miniere. Una delle proposte più controverse è quella di costruire una miniera nel Parco nazionale Kakadu, in cui esiste già (come enclave visto che in funzione da prima della creazione del parco) la miniera Ranger.
L'estrazione e l'esportazione del proprio uranio è stato spesso sottoposto a pubblico dibattito, il movimento antinucleare australiano ha poi una lunga storia alle proprie spalle.